# 卡斯泰尔巴尔多
卡斯泰尔巴尔多（義大利語：Castelbaldo），是意大利威尼托大区帕多瓦省的一个市镇。总面积15.17平方公里，人口1665人，人口密度109.8人/平方公里（2009年）。国家统计（ISTAT）代码为028029。